# Midtown Madness (computerspel)
Midtown Madness is een racespel voor Windows uit 1999. Het is het eerste deel van de Midtown Madness-serie. Het spel is gemaakt door Microsoft Game Studios en Angel Studios. Het spel is uitgekomen als demo op 1 mei 1999, en de volledige versie is iets later dezelfde maand uitgekomen. Er zijn twee vervolgdelen gemaakt, Midtown Madness 2 (september 2000) en  Midtown Madness 3 (juni 2003). 

## Spel
In Midtown Madness racen spelers door de straten van Chicago. Men kan ook zelf door Chicago rijden met een zelfgekozen auto. Behalve de standaard auto's is het ook mogelijk van een website een andere auto of spelwereld te downloaden die door anderen ontworpen is.
Spelers starten met vijf auto's, en vijf andere zijn vrij te spelen. Hiervoor moet de speler races winnen.
In de multiplayer-modus kan er via een lokaal netwerk of via het internet worden gespeeld. Er is hierbij keuze uit de "Cops and Robbers-modus, en Capture the flag waarbij spelers twee teams vormen en elkaars vlag proberen te stelen.

## Ontvangst
Midtown Madness was het eerste spel van ontwikkelaar Angel Studios en het werd positief ontvangen in recensies. Men prees het rijplezier en de eenvoud van het spel. Op aggretiegatiewebsite GameRankings heeft het een score van 81,26%.